# Baalrog magico
Espèce
Synonymes
- Stenochrus magico Monjaraz-Ruedas & Francke, 2018

Baalrog magico est une espèce de schizomides de la famille des Hubbardiidae.

## Distribution
Cette espèce est endémique d'Oaxaca au Mexique. Elle se rencontre dans des grottes dans la Sierra Mazateca à Huautla de Jiménez.

## Description
Le mâle holotype mesure 3,80 mm, les mâles mesurent de 3,80 à 4,24 mm et les femelles de 5,68 à 5,76 mm.

## Publication originale
- Monjaraz-Ruedas & Francke, 2018 : Five new species of Stenochrus (Schizomida: Hubbardiidae) from Oaxaca, Mexico. Zootaxa, no 4374(2), p. 189-214.